# Asphaltène

Un exemple de structure possible pour une molécule d'asphaltène.

Les asphaltènes sont des composés organiques présents dans le pétrole, les huiles lourdes et le bitume.

## Histoire
La première application connue des asphaltènes aurait été la photographie.

## Définition
Les asphaltènes sont définis comme la fraction lourde insoluble dans l'heptane, mais soluble dans le toluène,.

## Description
Ces composés ne sont pas tous des hydrocarbures : ils contiennent du soufre, de l'oxygène, de l'azote, ainsi que des métaux, comme le vanadium ou le nickel.
Ils sont très aromatiques.